# Victoria Stadium
Le Victoria Stadium est un stade à usages multiples situé à Gibraltar. Il est à l'heure actuelle surtout utilisé pour les rencontres de football, mais aussi d'athlétisme, et peut accueillir près de 5 000 personnes, il accueille également l'annuel Gibraltar Music Festival.

## Localisation
Il est situé à proximité de l'aéroport de Gibraltar juste à côté de Winston Churchill Avenue. Il a été nommé en l'honneur de l'épouse du Philanthrope John Mackintosh.  

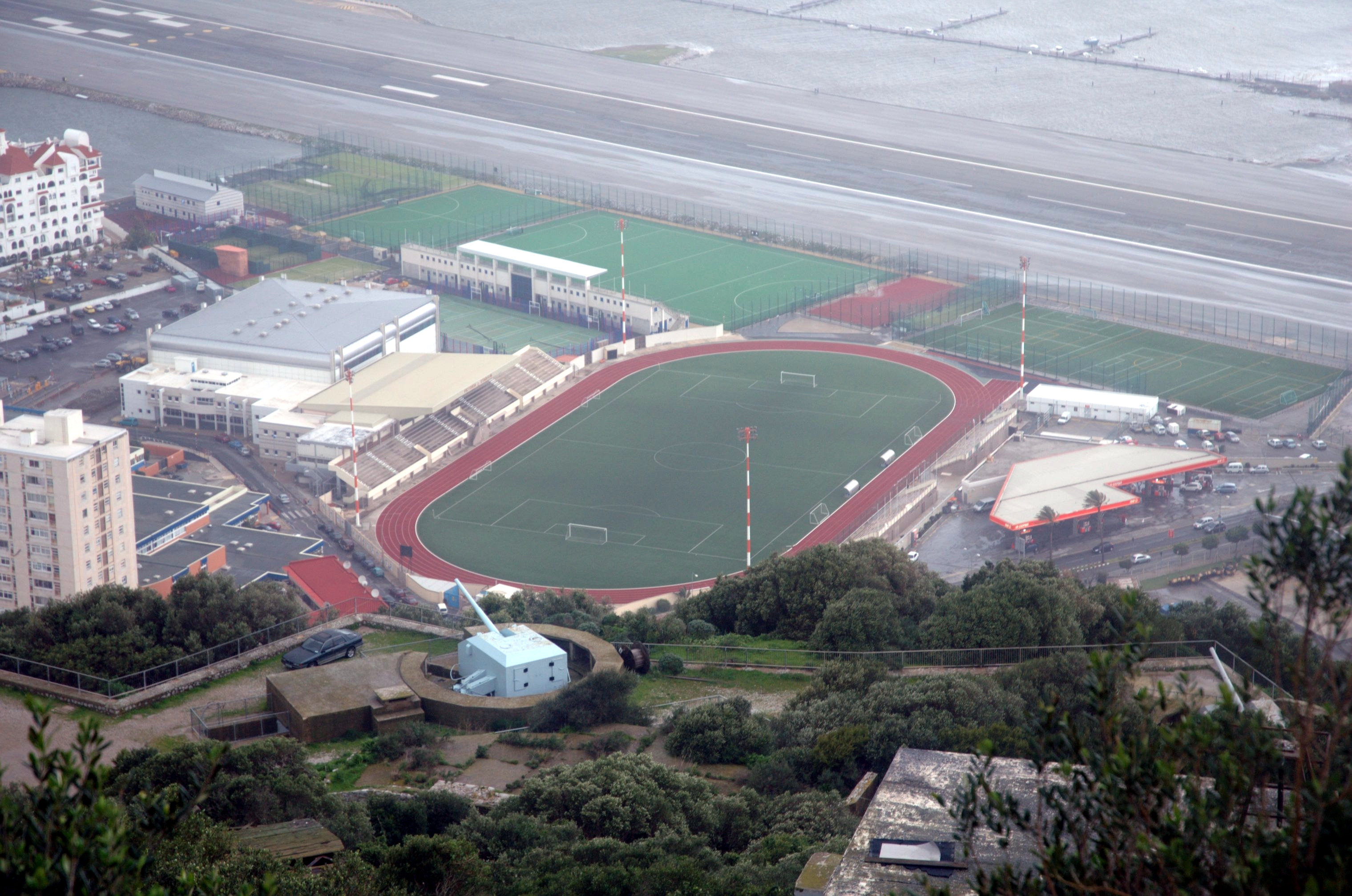
Vue aérienne du stade (2011).

## Historique
Le Victoria Stadium fut construit en 1948. Il fut inauguré le 19 juin 1949. Il fut rénové en 1971. En 1974, a été installé l'éclairage.
En 1990 et 1991 a été mis gazon artificiel et le stade a été élargi pour inclure une piste de course, la zone pour lancer du disque. L'expansion a eu lieu en 1994.
Le stade a également accueilli des matchs de cricket depuis 1993. Le terrain a accueilli son premier match de cricket entre Gibraltar et le Marylebone Cricket Club.
À la suite de l'admission du Gibraltar Football Association en tant que membre à part entière de l'UEFA mai 2013, il a été proposé de construire le Stade Europa Point pour remplacer le Victoria Stadium stade national de Gibraltar.

## Projet 2015
Le GSD (Sociaux Démocrates de Gibraltar) propose de moderniser le Victoria Stadium en Catégorie 3 et Catégorie 4 (selon le Classement UEFA des stades) avec une capacité maximale de 8 000 spectateurs afin que l'équipe nationale de football puisse jouer ses matchs à Gibraltar. Actuellement, elle dispute ses matchs à domicile au Portugal à l'Estadio Algarve.
Il y aurait donc quatre terrains de football conformes sur le site, afin de répondre aux besoins d'infrastructures et de terrains d’entraînements. Il y aura également une nouvelle salle de sport pour le Basket-Ball, le Volley-Ball, le Futsal et d'autres sports d'intérieurs.
L'ensemble du complexe sportif sera agrémenté de pistes cyclables, de pelouses bordées d'arbres pour les promenades à travers le site par le public.
Pour finir, les propositions du GSD se résument ainsi : "un stade emblématique, dans un lieu emblématique, idéalement situé pour fluidifier le trafic routier, avec de nouvelles aires de stationnement et la proximité des lotissements, des restaurants, des magasins, des marinas et de la frontière."
Voir la vidéo des plans proposés : GSD SPORTS PLANS
Le terrain Europa Point serait transformé en terrain de rugby et de cricket.